# Vanilla insignis
Vanilla insignis är en orkidéart som beskrevs av Oakes Ames. Vanilla insignis ingår i släktet Vanilla och familjen orkidéer. Inga underarter finns listade i Catalogue of Life.